# Vasja Rupnik
Vasja Rupnik (ur. 6 czerwca 1977 w Lublanie) – słoweński biathlonista. Zadebiutował w biathlonie w rozgrywkach Pucharu Europy w roku 2004.
Starty w Pucharze Świata rozpoczął zawodami w Ruhpolding w roku 2005 zajmując 77. miejsce w sprincie. Jego najlepszy dotychczasowy wynik w Pucharze świata to 45. miejsce w sprincie w Anterselvie w sezonie 2006/07.
Podczas Mistrzostw świata w roku 2005 w Hochfilzen zajął 94. miejsce w sprincie. Na Mistrzostwach świata w roku 2007 w Anterselvie zajął 45. miejsce w sprincie i 51 w biegu pościgowym. Na Mistrzostwach świata w roku 2008 w Östersund zajął 59. miejsce w biegu indywidualnym, 70 w sprincie oraz 19 w sztafecie. Na Mistrzostwach świata w roku 2009 w Pjongczangu zajął 89. miejsce w sprincie oraz 15 w sztafecie.

## Osiągnięcia

### Zimowe Igrzyska Olimpijskie
| 2010 Vancouver/Whistler (Kanada) | 49. miejsce (IN), 57. miejsce (SP), 59. miejsce (PU), 17. miejsce (RL) |

### Mistrzostwa Świata
| 2005 Hochfilzen (Austria)            | 94. miejsce (SP)                                                      |
| 2007 Anterselva (Włochy)             | 45. miejsce (SP), 51. miejsce (PU)                                    |
| 2008 Östersund (Szwecja)             | 59. miejsce (IN), 70. miejsce (SP), 19. miejsce (RL)                  |
| 2009 P'yŏngch'ang (Korea Południowa) | 89. miejsce (SP), 15. miejsce (RL)                                    |
| 2011 Chanty-Mansijsk (Rosja)         | 86. miejsce (IN), 56. miejsce (SP), 53. miejsce (PU), 8. miejsce (RL) |
| 2012 Ruhpolding (Niemcy)             | 71. miejsce (SP), 14. miejsce (RL)                                    |

### Puchar Świata

#### Miejsca w klasyfikacji generalnej
| Sezon     | Miejsce |
| --------- | ------- |
| 2009/2010 | 87.     |
| 2010/2011 | 95.     |
| 2011/2012 | 75.     |